# Theresa Fitzpatrick
Pour les articles homonymes, voir Fitzpatrick.

a Compétitions nationales et continentales officielles uniquement.

b Matchs officiels uniquement.
Dernière mise à jour le 12 avril 2024.
Theresa Setefano, née Fitzpatrick le 25 février 1995, est une joueuse internationale néo-zélandaise de rugby à sept et internationale de rugby à XV.
Elle a remporté avec l'équipe de Nouvelle-Zélande à sept la médaille d'argent du tournoi féminin des Jeux olympiques d'été de 2016 à Rio de Janeiro puis la médaille d'or du tournoi féminin aux Jeux olympiques d'été de 2020 à Tokyo.

## Biographie
En septembre 2022, elle est sélectionnée avec les Black Ferns pour disputer la Coupe du monde de rugby à XV en Nouvelle-Zélande.

## Palmarès
- Vainqueur de la Pacific Four Series en 2025.